# Tiroteo en la escuela secundaria Heath
El tiroteo en la escuela secundaria Heath ocurrió en Heath High School en West Paducah, Kentucky, Estados Unidos, el 1 de diciembre de 1997. Michael Carneal, de 14 años, abrió fuego contra un grupo de estudiantes, matando a tres e hiriendo a cinco.

## Tiroteo
El 1 de diciembre de 1997, Carneal envolvió una escopeta y un rifle en una manta y los llevó a la escuela, haciéndolos pasar por un proyecto de arte en el que estaba trabajando. En su mochila llevaba una pistola Ruger MK II calibre .22 cargada. Carneal fue a la escuela en coche con su hermana y llegó aproximadamente a las 7:45 a. m. Cuando llegó, se puso tapones en los oídos y sacó la pistola de la mochila. Disparó diez veces en rápida sucesión contra un grupo de jóvenes estudiantes. Más tarde murieron tres chicas y otros cinco estudiantes resultaron heridos.
Brittney Thomas, una superviviente, dijo que cuando se dio la vuelta durante el tiroteo, estaba "como mirando hacia el cañón de la pistola".
Un miembro del grupo, Benjamin Strong, declaró que Carneal soltó el arma por su propia voluntad tras el tiroteo. Carneal dejó la pistola en el suelo y se entregó al director de la escuela, Bill Bond. Tras soltar la pistola, Carneal le dijo a Strong: "Mátame, por favor. No puedo creer lo que he hecho".

## Víctimas

### Muertos
- Nicole Hadley era una estudiante de primer año de catorce años que tocaba en la banda de la escuela y en el equipo de baloncesto de primer año. La mantuvieron con vida hasta las diez de la noche del tiroteo. Su familia se había trasladado a Paducah desde Nebraska el año anterior. Sus padres fueron elogiados por donar sus órganos. El presidente Bill Clinton citó esta "valiente decisión" en su Proclamación 7083 sobre la Semana Nacional de Concienciación sobre Donantes de Órganos y Tejidos de 1998.[5]
- Jessica James era una estudiante de diecisiete años y miembro de la banda de música. Murió en el quirófano del Western Baptist Hospital la tarde del tiroteo.
- Kayce Steger era una estudiante de segundo año de quince años, clarinetista en la banda de la escuela y miembro del Club Agape y del equipo de softball. Murió en el Hospital Lourdes de Paducah unos 45 minutos después del tiroteo. Estudiaba con matrícula de honor y era miembro del puesto 111 de los Exploradores de las Fuerzas del Orden, y aspiraba a ser agente de policía.[6]

### Heridos
- Shelley Schaberg, de 17 años, fue descrita por el director como la mejor atleta femenina de la escuela. Elegida Miss Heath High School por los alumnos de último curso, Shelley fue reina del baile. Aunque las heridas que sufrió en el tiroteo le impidieron jugar al baloncesto, la universidad le concedió una beca de baloncesto y pasó a jugar al fútbol en la universidad.[6]
- Melissa "Missy" Jenkins, de 15 años, era presidenta de Future Homemakers of America. Quedó paralizada del pecho para abajo tras recibir un disparo. Ha aparecido en numerosos programas de televisión nacionales y locales, ha hablado con periodistas de periódicos y ha aparecido en dos anuncios de televisión para Channel One News, un canal educativo que llega a escuelas de todo el país. El 22 de abril de 2007 apareció una entrevista suya en la página principal de YouTube.[7]
- Kelly Hard Alsip,[8] 16 años, era miembro del equipo de softball y de las Futuras Amas de Casa de América. Se trasladó a la escuela católica local al año siguiente del tiroteo.[6]
- Hollan Holm, de 14 años, era miembro del Equipo Académico, del Club Español y de la Olimpiada Científica. En su discurso de despedida en la graduación de la promoción de 2001, recordó a su clase que habían perdido no uno, sino dos miembros de la promoción el 1 de diciembre de 1997: Nicole Hadley y Michael Carneal.[6] Holm ha participado en una organización que insta a los estudiantes a denunciar si tienen conocimiento de amenazas contra centros escolares o estudiantes.[7]
- Craig Keene, de 15 años, era miembro del Club Agape, de la banda y del equipo de baloncesto.[6]

## Perpetrador
Michael Adam Carneal era un estudiante de primer año de 14 años en el momento del tiroteo. Carneal declaró a los periodistas que no podía dar una sola explicación de sus crímenes, y que entre los factores que contribuyeron a ellos figuraban su creencia errónea de que sus padres no le querían, las burlas de sus compañeros de clase y las falsas afirmaciones de que era homosexual. Declaró que no supo a quién apuntaba hasta que leyó los nombres en el periódico.
Semanas antes del incidente, Carneal robó una pistola calibre .38 de la habitación de sus padres e intentó venderla. Un alumno se hizo con el arma, amenazando con avisar a la policía si Carneal no se la entregaba. Carneal había dicho a los alumnos que "el lunes va a ocurrir algo grande", pero nadie le tomó en serio.
En las semanas anteriores al tiroteo, Carneal robó varias armas de fuego tanto en su propia casa como en la de un vecino.
La tarde del Día de Acción de Gracias, Carneal fue a casa de su vecino y entró en el garaje, llevándose:
- Cuatro rifles .22
- Un rifle 30-30
- Munición calibre .22 y 12
- Tapones para los oídos

Más tarde, robó:
- Una pistola Ruger .22
- Varios cargadores .22

Presumiblemente en algún momento después del Día de Acción de Gracias, Carneal robó dos escopetas del armario de su padre y las escondió debajo de su cama.

### Enfermedades mentales
Según los informes, Carneal había sido intimidado por otros estudiantes y tenía ansiedad, depresión y paranoia severa. Su paranoia se manifestaba en hábitos como tapar rejillas de ventilación y ventanas mientras estaba en los baños, porque creía que estaba siendo observado. Después del tiroteo, Carneal fue diagnosticado con trastorno esquizotípico de la personalidad y distimia. Kathleen O'Connor, quien trató a Carneal mientras estaba encarcelado en el Centro de Desarrollo Juvenil del Norte de Kentucky, inicialmente estuvo de acuerdo con este diagnóstico, pero luego determinó que Carneal tenía esquizofrenia paranoide.
Carneal fue transportado al Reformatorio del Estado de Kentucky en La Grange cuando cumplió 18 años, donde permanece. Antes de eso, estuvo recluido en el Northern Kentucky Youth Development Center, una instalación del Departamento de Justicia Juvenil de Kentucky en Crittenden. Ha estado hospitalizado varias veces desde el inicio de su encarcelamiento debido a psicosis, y toma el antidepresivo Zoloft y Geodon, un antipsicótico utilizado para tratar la esquizofrenia.

### Stephen King
Carneal tenía en su casillero en ese momento una copia de la novela Rage de Stephen King, publicada por primera vez en 1977 bajo el seudónimo de Richard Bachman. Después del tiroteo, King solicitó a su editor que permitiera que se agotara, por temor a que pudiera inspirar tragedias similares. Rage durante un tiempo siguió estando disponible en el Reino Unido en la colección The Bachman Books, aunque la colección ahora ya no contiene Rage.

## Juicio
En octubre de 1998, se aceptó una declaración de culpabilidad de Michael Carneal debido a su enfermedad mental. Bajo un acuerdo de declaración de culpabilidad, el juez acordó aceptar las declaraciones de culpabilidad con la condición de que Carneal recibiría cadena perpetua con posibilidad de libertad condicional en 25 años (2022). Según el fiscal Tim Kaltenbach, la declaración de culpabilidad permite que Carneal reciba tratamiento de salud mental durante el encarcelamiento, siempre que sea necesario para él o hasta que sea liberado.
Carneal fue transportado al Reformatorio del Estado de Kentucky en La Grange cuando cumplió 18 años, donde permanece. Antes de eso, estuvo recluido en el Northern Kentucky Youth Development Center, una instalación del Departamento de Justicia Juvenil de Kentucky en Crittenden. La identificación de Carneal en el Departamento Correccional de Kentucky (KDOC) es 151127. Carneal comenzó a cumplir condena en el KDOC el 1 de junio de 2001.
En 2007, Carneal presentó una apelación alegando que estaba demasiado enfermo mentalmente para declararse culpable del tiroteo en Heath High School. Pidió a la Corte Suprema de Kentucky un nuevo juicio. Los fiscales apelaron y la Corte Suprema de Kentucky rechazó su solicitud. Carneal seguirá cumpliendo su condena.
En 2012, intentó retirar su declaración alegando que padecía una enfermedad mental en el momento en que la presentó. Más adelante en el año, el Tribunal de Apelaciones del Sexto Circuito de EE. UU . rechazó la solicitud y afirmó que debería haber actuado antes. Originalmente estaba programado para ser elegible para libertad condicional el 16 de noviembre de 2022. Sin embargo, su audiencia fue reprogramada y comenzó el 19 de septiembre de 2022.

### Denegación de libertad condicional
El 26 de septiembre de 2022, la junta de libertad condicional negó por unanimidad la solicitud de libertad condicional de Carneal y le ordenó cumplir el resto de su cadena perpetua.

### Asentamiento para familias
Las familias de los fallecidos acordaron un acuerdo de $42 millones con Carneal. En el momento del acuerdo, Carneal no tenía activos y la compañía de seguros de su familia, Kentucky Farm Bureau , ha insistido repetidamente a través de mociones judiciales en que no es responsable de sus acciones.

## Demanda
A principios de 1999, los padres de tres víctimas representadas por Jack Thompson presentaron una demanda de 33 millones de dólares contra dos sitios de pornografía en Internet, varias compañías de juegos de computadora y los fabricantes y distribuidores de la película de 1994 Natural Born Killers y la película de 1995 The Basketball Diaries. Afirmaron que la violencia mediática inspiró a Carneal y, por lo tanto, debería responsabilizarse por las muertes ocurridas.
El caso fue desestimado en 2002. La Corte de Apelaciones del Sexto Circuito de EE. UU. dictaminó que era "simplemente un salto demasiado lejos de disparar a personajes en una pantalla de video a disparar a personas en un salón de clases". El mismo año, la familia de Dave Sanders, maestro asesinado en la masacre de Columbine, presentó un caso idéntico contra las mismas empresas. Tanto Thompson como el fiscal general de los Estados Unidos, John Ashcroft, afirmaron que la puntería competente de Carneal se debía a la práctica en videojuegos violentos. Fue desestimado en 2002.

## Monumentos
La familia de las víctimas organizó un servicio del vigésimo aniversario para conmemorar a las víctimas y abrió un monumento para las víctimas ubicado al otro lado de la calle de la escuela. El monumento se construyó en un círculo para simbolizar el círculo de oración al que se apuntaba, con cinco bancos que representan a las cinco víctimas sobrevivientes.